# Putting Holes in Happiness
«Putting Holes in Happiness» — другий сингл з шостого студійного альбому гурту Marilyn Manson Eat Me, Drink Me. Пісню, написану на свій день народження (5 січня 2007 р.), Мерілін Менсон описав як «романтичну, жінконенависницьку, людожерську, ґотичну та вампірську баладу». Спочатку планувалося випустити «Putting Holes in Happiness» першим окремком, проте як і у випадку з «Get Your Gunn», рішення змінили і їм став «Heart-Shaped Glasses (When the Heart Guides the Hand)». У червні 2007 року випустили двотрековий промо-диск, але видання «Putting Holes in Happiness» як другого синглу Менсон підтвердив лише за два місяці, 7 серпня. Композиція перед цим з'явилася на французькому радіо, оскільки промо-сингл відіслали кільком великим радіостанціям. Ремікс треку від Ніка Зіннера під назвою «The Guitar Hero Remix» був присутнім на ранніх спеціальних виданнях відеогри «Guitar Hero III: Legends of Rock».
23 серпня 2007 відеокліп, режисером якого став француз Філіпп Ґранрійо, опублікували на сайті Yahoo!. У різних інтерв'ю фронтмен говорив, що окремі фраґменти відео зафільмовано в Німеччині під час зйомок кліпу «Heart-Shaped Glasses (When the Heart Guides the Hand)» у квітні 2007.

## Список пісень
Промо-сингл
1. «Putting Holes in Happiness» (Radio Edit) — 3:57
2. «Putting Holes in Happiness» (Album Version) — 4:31

Альбомний сингл
1. «Putting Holes in Happiness» (Album Version) — 4:31
2. «Putting Holes in Happiness» (Boys Noize Remix) — 5:38
3. «Putting Holes in Happiness» (Guitar Hero Remix by Nick Zinner) — 3:44
4. «Putting Holes in Happiness» (Video) — 4:00

Німецький максі-сингл на iTunes
1. «Putting Holes in Happiness» (Album Version) — 4:31
2. «Putting Holes in Happiness» (Boys Noize Remix) — 5:38
3. «Putting Holes in Happiness» (Guitar Hero Remix by Nick Zinner) — 3:44
4. «You and Me and the Devil Makes 3» (Remix by Adam Freeland) — 5:39

Німецький максі-CD
1. «Putting Holes in Happiness» (Radio Edit)
2. «Putting Holes in Happiness» (Boyz Noise Remix)
3. «Putting Holes in Happiness» (Guitar Hero Remix by Nick Zinner)
4. «Putting Holes in Happiness» (Video)

## Ремікси
1. «Putting Holes in Happiness» (Boys Noize Remix)
2. «Putting Holes in Happiness» (Ginger Fish Remix)
3. «Putting Holes in Happiness» (Nick Zinner Remix — Guitar Hero III: Legends of Rock)
4. «Putting Holes in Happiness» (Robots to Mars Remix)
5. «Putting Holes in Happiness» (DJ Eric Ill & Scott Orlans Mix)